# Веселинка Шушић
Веселинка Шушић (Београд, 11. мај 1934 – Београд, 23. јун 2018) била је српски лекар и редовни члан САНУ на Одељењу медицинских наука.

## Биографија
Дипломирала је на Медицинском факултету Универзитета у Београду 1959, а звање доктора наука стекла на истом факултету 1970. године. Током 1966. и 1967. године усавршавала се на Универзитету Станфорд у Калифорнији, у Одељењу за психофизиологију и психијатрију.
За асистента на предмету Физиологија на Медицинском факултету Универзитета у Београду изабрана је 1960. године, за доцента 1969, ванредног професора 1976, а за редовног професора 1982. године. Осим студентима редовних студија, предавала је и студентима последипломских студија из експерименталне физиологије и патолошке физиологије, гастроентерологије, неурологије и на другим курсевима на медицинским факултетима у Београду, Новом Саду, Нишу, Крагујевцу и Приштини.
За научног сарадника на Институту за биолошка истраживања „Др Синиша Станковић“ изабрана је 1967. године. Била је и професор на катедри неуробиологије у Центру за мултидисциплинарне студије у Београду. Више година била је научни сарадник на Институту за неурологију Клиничког центра Србије и члан Одсека за стрес Института за ментално здравље у Београду.
Оснивач је и руководилац Лабораторије за експериментално истраживање физиологије спавања Института за физиологију Медицинског факултета Универзитета у Београду од 1970. године. Ово је била једина лабораторија за изучавање спавања у Југославији, од значаја, како у земљи, тако и шире.
Предавања по позиву држала је на универзитетима у Хјустону, Чикагу, Базелу, Лос Анђелесу и Барију.
За дописног члана Одељења медицинских наука САНУ изабрана је 12. децембра 1985, а за редовног 23. октобра 1997. године. Дужност заменика секретара Одељења обављала је од 1996. до 2007. године, а секретара од 2007. до 2015. године.

## Чланство у стручним удружењима
Држала је чланство у наредним стручним удружењима:
- Српско лекарско друштво
- Медицинска академија Српског лекарског друштва
- Суд части Српског лекарског друштва (председник за Београд)
- Друштво физиолога Југославије
- Друштво биолога Југославије
- International Brain Research Organization
- Аssociation for Psychophysiological Study of Sleep
- European Society for Sleep

## Одбори
Држала је чланство у наредним одборима:
- Међуодељенски одбор за биологију хумане репродукције САНУ
- Одбор за хуману репродукцију
- Одбор за сомнологију САНУ (оснивач)

## Награде и признања
- Октобарска награда Београда
- Награда за животно дело од Српског лекарског друштва

## Одабрана дела

### Књиге
- Будност, спавање и сањање – Београд: Институт за стручно усавршавање и специјализацију здравствених радника, 1977.

### Уреднички рад
- Медицинска истраживања (члан уређивачког одбора)
- Неуропсихијатрија (члан уређивачког одбора)
- Sleep Reviews  (Los Angeles) (члан уређивачког одбора)
- Acta biologiae et medicinae experimentalis (члан уређивачког одбора)